# Svetovno prvenstvo športnih dirkalnikov sezona 1962
Svetovno prvenstvo športnih dirkalnikov sezona 1962 je bila deseta sezona Svetovnega prvenstva športnih dirkalnikov, ki je potekalo med 11. februarjem in 21. oktobrom 1962. Naslov konstruktorskega prvaka so osvojili Ferrari (GT+2.0), Porsche (GT2.0) in Fiat-Abarth (GT1.0).

## Spored dirk
| Št | Ime                         | Dirkališče                     | Razred | Datum               |
| -- | --------------------------- | ------------------------------ | ------ | ------------------- |
| 1  | 3 ure Daytone               | Daytona International Speedway | Oboji  | 11. februar         |
| 2  | 3 ure Sebringa              | Sebring International Raceway  | GT     | 23. marec           |
| 3  | 12 ur Sebringa              | Sebring International Raceway  | Oboji  | 24. marec           |
| 4  | Coppa Maifredi              | Circuito del Garda             | GT     | 1. maj              |
| 5  | Targa Florio                | Palermo                        | Oboji  | 6. maj              |
| 6  | Velika nagrada Berlina      | AVUS                           | GT     | 13. maj             |
| 7  | ADAC 1000 km Nürburgringa   | Nürburgring                    | Oboji  | 27. maj             |
| 8  | 24 ur Le Mansa              | Circuit de la Sarthe           | Oboji† | 23. junij 24. junij |
| 9  | Trophée d'Auvergne          | Charade Circuit                | Oboji  | 15. julij           |
| 10 | Coppa Citta di Enna         | Autodromo di Pergusa           | GT     | 15. avgust          |
| 11 | RAC Goodwood Tourist Trophy | Goodwood Circuit               | GT     | 18. avgust          |
| 12 | ADAC 500 km Nürburgringa    | Nürburgring                    | GT     | 2. september        |
| 13 | Double 400 km               | Bridgehampton                  | GT2.0  | 15. september       |
| 14 | Double 400 km               | Bridgehampton                  | GT+2.0 | 16. september       |
| 15 | 1000 km Pariza              | Autodrome de Montlhéry         | GT     | 21. oktober         |

- † - Športni dirkalniki so dirkali, toda v razredu Experimental, kar je pomenilo, da niso dobili prvenstvenih točk.